# Orthacanthus
 Orthacanthus  ist eine ausgestorbene Knorpelfischgattung, die sich vom frühen Pennsylvanium (Oberkarbon) bis ins Cisuralium (Unterperm) nachweisen lässt. Sie gehört zu den Plattenkiemern und hatte eine räuberische Lebensweise als nektischer Fleischfresser.

## Erstbeschreibung und Namensherkunft
Die Bezeichnung Orthacanthus ist eine Zusammensetzung aus den griechischen Wörtern ortho (ὀρθός) – ‚gerade‘, ‚recht‘ – und acanthos (ἄκανθος) – ‚Dorn‘. Es ist also in etwa als pfeilgerade wiederzugeben, was die äußere Erscheinung des Tieres recht anschaulich beschreibt. Dieser Knorpelfisch wurde bereits im Jahr 1843 zum ersten Mal von Louis Agassiz wissenschaftlich beschrieben.

## Taxonomie
Die Gattung Orthacanthus ist Teil der zur Überordnung der Euselachii gehörenden Familie der Orthacanthidae innerhalb der Ordnung Xenacanthiformes. Ginter et al. (2010) rechnen sie jetzt jedoch zu den Diplodoselachidae. Carroll (1988) hatte sie noch in die Familie der Xenacanthidae gestellt.
Die Typusart ist O. milleri. Darüber hinaus existieren zahlreiche weitere Arten wie O. arcuatus, O. bohemicus, O. buxieri, O. compressus, O. cylindricus, O. donnelljohnsi, O. gibbosus, O. kounoviensis, O. meridionalis, O. minor, O. pinguis, O. platypternus, O. pustulosus, O. senckenbergianus und O. texensis. Auch Didymodus platypternus, Diplodus acinaces, D. minutus, D. parvulus und D. tenuis werden als Arten von Orthacanthus angesehen. Schwestertaxa sind Dicentrodus, Diplodoselache, Hagenoselache und Lebachacanthus.

## Merkmale

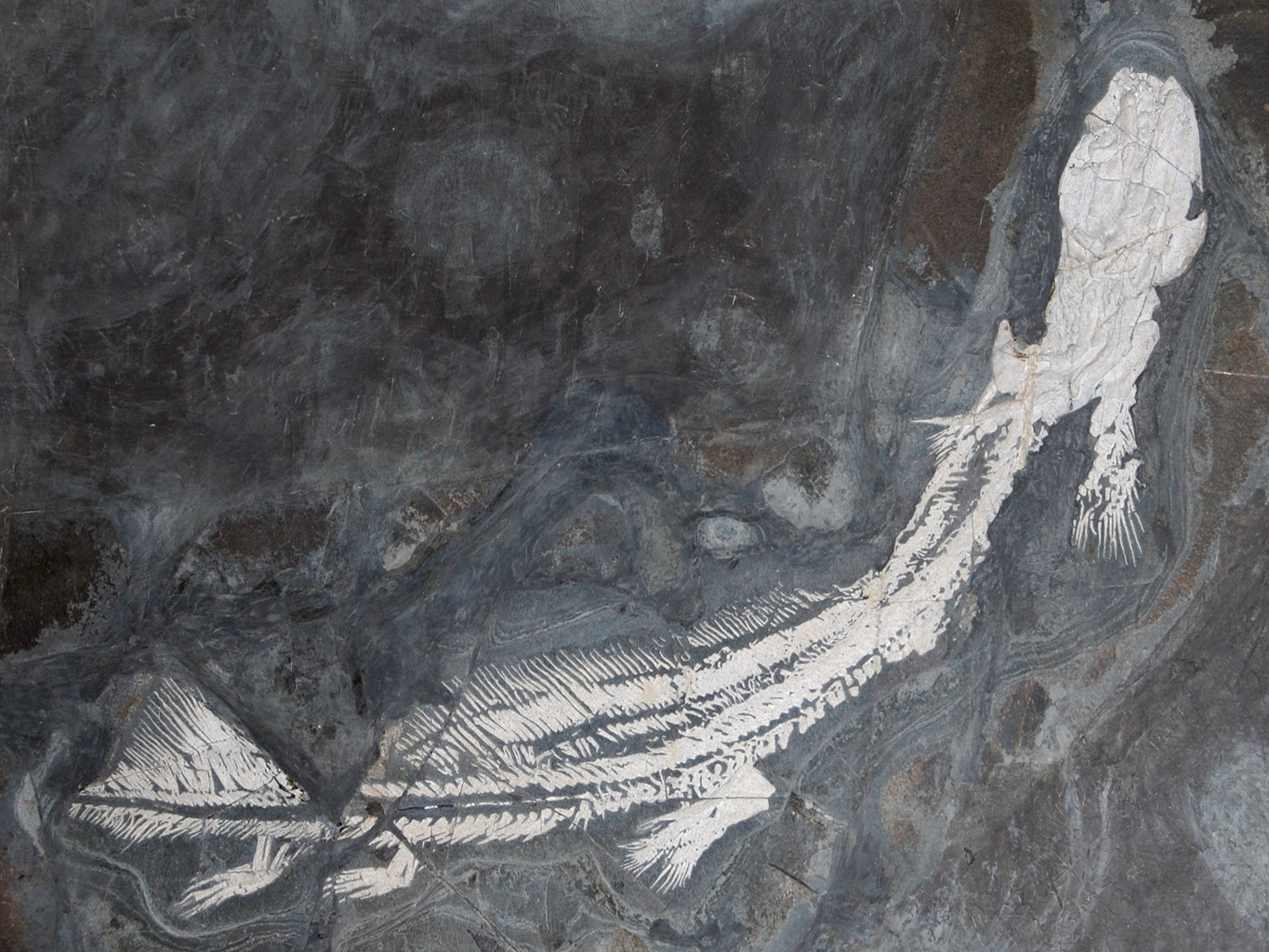
Ein im Naturhistorischen Museum in Wien aufbewahrter Orthacanthus

Hauptmerkmale von Orthacanthus waren seine hochspezialisierten Flossen und die hinter dem Schädel ansetzende, langgestreckte, geradlinige Wirbelsäule. Nahezu über den gesamten Rücken verlief eine Rückenflosse, die von der diphycercen Schwanzflosse nur durch eine Einkerbung abgesondert war und dem Tier eine aalartige Erscheinung gab. Vor der Rückenflosse befand sich ein langer, hohler Dorsalstachel aus Dentin, der zusammen mit den Zähnen oft fossilisiert wurde. Das Tier besaß ferner zwei hintereinanderliegende gestielte Afterflossen. Die beiden Brustflossen waren mit einem Archipterygium versehen – einer langen, zentral gelegenen, segmentierten Achse, von der die Radiale (Gräten) sowohl prä- (relativ kurz) als auch postaxial (lang) ausgingen. Dieser altertümlich anmutende Aufbau dürfte noch von den Symmoriiden herstammen. Die Spezialisierungen im Aufbau der Flossen werden von Dick (1981) dahingehend interpretiert, dass hierdurch die schlagenden Seitenbewegungen des Schwanzendes unterstützt wurden und die Tiere somit einen kräftigeren Vortrieb erfuhren, der sie effektiver durch pflanzenreiche Sümpfe gleiten ließ.

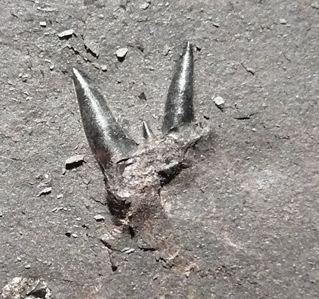
Ein tricuspider Zahn von Orthacanthus aus Whitehaven in Cumbria

Orthacanthus erreichte eine Länge von nahezu drei Metern. Seine Bezahnung war tricuspid (drei spitz zulaufende Kegel) mit zwei langen Seitendornen und einem winzigen Mitteldorn. Dazwischen konnten noch weitere sehr kleine Dornen vorhanden sein. Die Seitendorne waren leicht hornförmig gebogen und ihre Spitzen zeigten voneinander weg. Der weiter vorne positionierte Seitendorn war etwas größer als der etwas zurückversetzte. Die Zahnbasis war flach, erweckte jedoch durch kleine punktförmige Vertiefungen einen rauen Eindruck; sie besaß hinter einer koronalen Erhebung zusätzlich noch eine deutliche, mittig liegende Öffnung.

## Lebensweise
Als nektobenthischer Räuber stand Orthacanthus an der Spitze der damaligen Nahrungskette. Aodhán Ó Gogáin et al. (2012) untersuchten Koprolithen von Orthacanthus und fanden in ihnen unter anderem Zähne von Jungtieren dieser Gattung. Dies belegt eine kannibalische Lebensweise der Gattung, die in Notzeiten offensichtlich ihre jüngeren Artgenossen nicht verschont hatte. Fossilien von Orthacanthus werden in den verschiedensten Fazies angetroffen, welche von flachmarin bis hin zu kontinental reichen. Orthacanthus lebte offensichtlich nicht nur im offenen Meer, sondern suchte auch Küstenbereiche, Lagunen, Ästuare, Flussmündungen, Bayous und Süßwassersümpfe auf, er konnte also in Wasser mit unterschiedlichem Salzgehalt leben (euryhalin).

## Fossilbericht
Fundstellen von Orthacanthus sind:
- Frankreich:

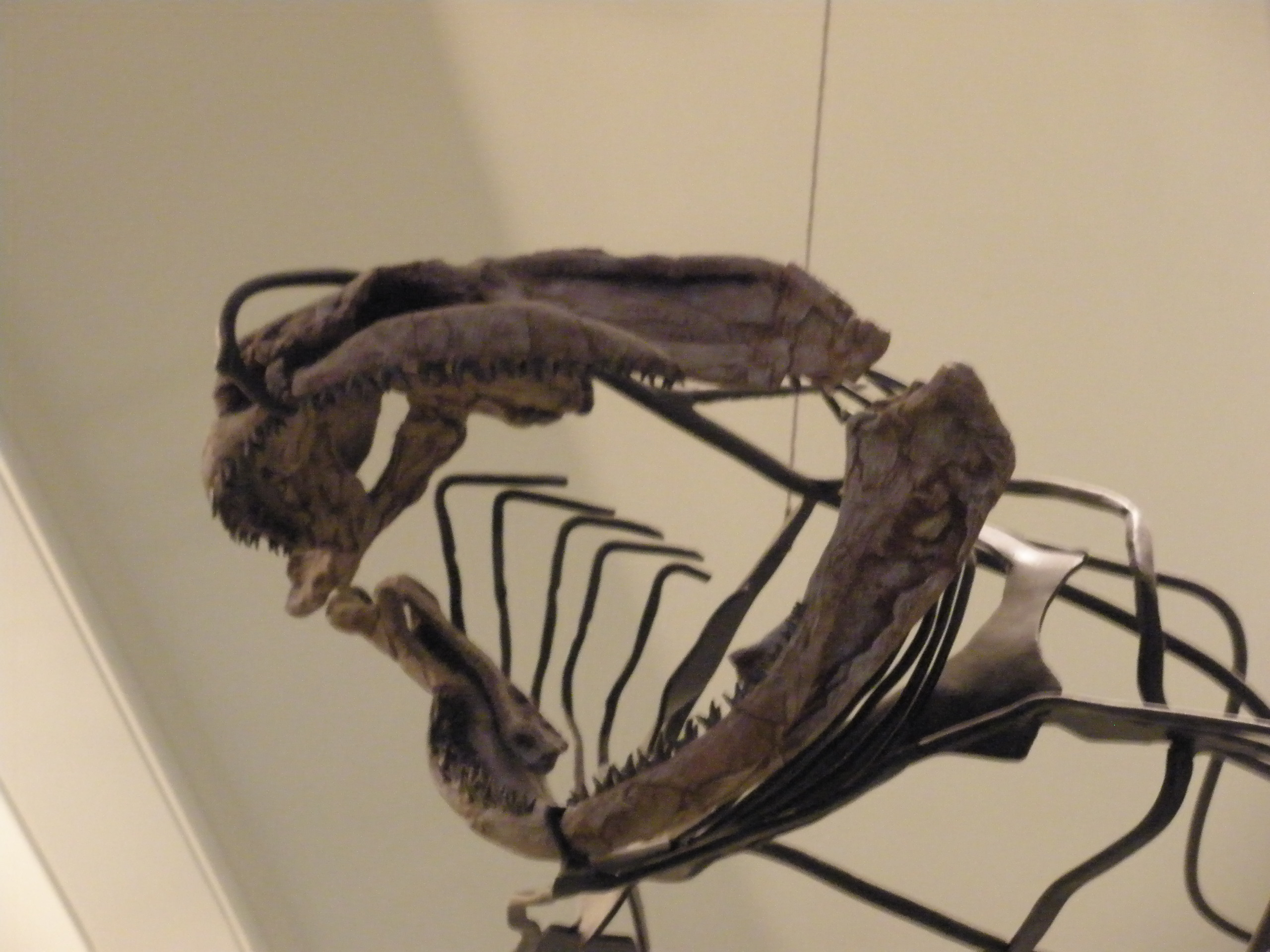
Gebiss von Orthacanthus mit tricuspiden Zähnen

  - Buxières-les-Mines (Perm, Asselium)[8]
- Kanada: New Brunswick
- Polen: Wolica-Formation (Untere Trias, Olenekium, Anisium)[9]
- Spanien: Puertollano-Kohlebecken (Oberkarbon)[10]
- Tschechien (Oberkarbon)
- Vereinigtes Königreich:
  - Manchester: Pennine Coal Measure Group (Karbon)
  - Silverdale (Karbon)
  - Whitehaven (Karbon)
- Vereinigte Staaten
  - Arizona (Karbon)
  - Kansas: Hamilton[11] und Robinson (Oberkarbon)
  - Nebraska: Towle Shale (Oberkarbon)
  - Oklahoma (Perm)
  - Pennsylvania: Pittsburgh Formation und Conemaugh Formation (Oberkarbon und Perm)
  - Texas – Clear Fork Formation und Greene Formation (Perm)[12]
  - West Virginia